# Tân Tiến, Nha Trang
Tân Tiến là một phường cũ thuộc thành phố Nha Trang, tỉnh Khánh Hòa, Việt Nam.

## Địa lý
Phường Tân Tiến có diện tích 1,34 km², dân số năm 2022 là 47.817 người,mật độ dân số đạt 35.684 người/km².

## Lịch sử
Ngày 28 tháng 9 năm 2024, Ủy ban Thường vụ Quốc hội ban hành Nghị quyết số 1196/NQ-UBTVQH15 về việc sắp xếp đơn vị hành chính cấp xã của tỉnh Khánh Hòa giai đoạn 2023 – 2025 (nghị quyết có hiệu lực từ ngày 1 tháng 11 năm 2024). Theo đó, thành lập phường Tân Tiến trên cơ sở toàn bộ 0,28 km² diện tích tự nhiên, quy mô dân số là 13.108 người của phường Phước Tiến; toàn bộ 0,46 km² diện tích tự nhiên, quy mô dân số là 16.243 người của phường Phước Tân và toàn bộ 0,60 km² diện tích tự nhiên, quy mô dân số là 18.466 người của phường Tân Lập.
Phường Tân Tiến có 1,34 km² diện tích tự nhiên và quy mô dân số là 47.817 người.